# Nestwärme
Nestwärme bezeichnet im biologischen Kontext eine Mindesttemperatur, die in einem Nest herrschen muss, damit sich das Gelege entwickeln und reifen kann.
Im übertragenen Sinn ist „Nestwärme“ das Gefühl von Geborgenheit, Vertrauen, Zuwendung und Geliebt-Sein, welches ein Kind in der Familie oder bei Verwandten findet.

## Bedeutung für die frühkindliche Entwicklung
Nestwärme ist vor allem bei Säuglingen und Kindern für die körperliche, geistige und seelische Entwicklung wichtig, damit es nicht zur Vernachlässigung und deren Folgeerscheinungen kommt: z. B. Hospitalismus, mangelnde Hör- und Blickkontakte, Verzögerung der Sprachentwicklung, aggressives Verhalten, psychosomatische Erkrankungen, Schulversagen.
Menschliche Nestwärme wird erzeugt durch seelische und körperliche Zuwendung, also zum Beispiel durch eine liebevolle Ansprache, durch Zuhören und verständiges Aufnehmen der Sorgen des Kindes, aber auch durch Zärtlichkeiten und liebevoll-pflegende Handlungen. Dies bedingt zugleich eine überwiegend positiv gestimmte, nicht von dauerhaften Alarmsituationen geprägte Umgebung.
Im Gegensatz zu Tieren, die nach der Geburt mit keiner oder relativ wenig Brutpflege auskommen, benötigt der Mensch über viele Jahre hinweg hingebungsvolle Pflege und Sorge.

## Störfaktoren
In Heimen, Krankenhäusern und Säuglingsstationen bekommen Menschen häufig zu wenig Nestwärme. Wirtschaftliche Überlegungen und zu enge Zeitpläne des Personals verhindern eine längere Beschäftigung mit dem einzelnen Kind.
Weitere ungünstige Faktoren für eine ausreichende Nestwärme sind tiefgreifende Familien- und Eheprobleme, Kriege und Hungerperioden.

## Rooming-in und Bonding
Schon vor einigen Jahrzehnten erkannten Kinderärzte, Kinderpsychologen und Krankenschwestern das Problem mangelnder liebevoller Zuwendung in Krankenhäusern und Heimen. Deshalb führten viele Krankenhäuser das Rooming-in ein, d. h., die Mutter (oder auch der Vater) wird zusammen mit dem neugeborenen Säugling bzw. dem kranken Kind im Krankenzimmer untergebracht.
Wegweisend für diese Entwicklung waren die Erkenntnisse über das so genannte Bonding, den Bindung schaffenden intensiven Erstkontakt zwischen dem neugeborenen Säugling und seiner Mutter, seinem Vater. (Die Bindung des älteren Kindes an seine Eltern nennt man attachment.)
Der Mutter bzw. beiden Eltern wird unmittelbar nach der Geburt ein ungestörter Kontakt mit dem Neugeborenen ermöglicht. Da man erkannt hat, wie wichtig besonders der erste Hautkontakt ist, legt man das Baby, sobald die Mutter es wünscht, auf ihren Bauch. (Zur selbstbestimmten Geburt siehe auch: Sanfte Geburt und Babyfreundliches Krankenhaus).
Auch das frühgeborene Baby kann, gegebenenfalls mit allen medizinischen Apparaten, auf dem Oberkörper von Mutter oder Vater liegen, siehe auch: Känguru-Methode.
Kinder, die im Krankenhaus liebevoll umsorgt werden, werden schneller wieder gesund.